# 존 볼비

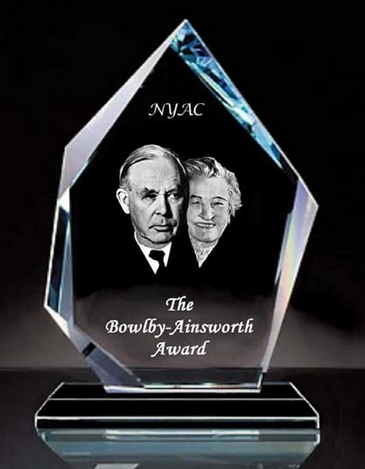

에드워드 존 모스틴 볼비(영어: Edward John Mostyn Bowlby, 1907년 2월 26일~1990년 9월 2일)는 영국의 심리학자, 정신과의사, 정신분석학자이다. 아동발달(child development)에 관심을 갖고 연구를 수행하였으며, 애착이론(attachment theory)을 창시하였다. 2002년 발행한 『Review of General Psychology』 조사에서 볼비는 20세기 가장 많이 인용된 심리학자 49위에 올랐다.

## 가족 배경
볼비는 런던(London)의 중상위 소득 계층 가정에서 태어났다. 볼비는 6남매 중 넷째로 태어났으며, 당시 영국 중상위 계층의 양육 방식에 따라 유모(nanny)의 손에서 자랐다. 볼비의 집안은 유모를 고용하고 격리시켜 양육하였다. 유모 프랜드(Friend)는 아이들을 돌보고 다른 두 보조원(nursemaid)이 이를 도왔다. 볼비는 주로 보조원 미니(Minnie)에게 길러졌다. 미니는 볼비 형제들에게 어머니 같은 역할을 했다.
아버지 안토니 알프레드 볼비 경(Sir Anthony Alfred Bowlby)은 왕실 외과의였다. 아버지 안토니는 5살에 아버지 토마스 윌리엄 볼비(Thomas William Bowlby)가 제2차 아편 전쟁(Second Opium War)에서 종군기자로 활동 중 사망한 경험을 가지고 있었다.
볼비의 부모는 1897년 서로 아는 친구들을 통하여 파티에서 만났다. 이 만남 이후 1년 뒤, 아버지 안토니(당시 43세)와 어머니 메리(Mary, 당시 31세)는 1898년 결혼하기로 결심했다. 이들의 결혼생활은 안토니의 누이이자 볼비의 고모와의 갈등, 그리고 안토니와 메리가 떨어져서 생활해야 하는 사정으로 인해 힘들게 시작되었다. 장기간 떨어져서 생활하는 문제를 해결하기 위하여 메리는 6개월 동안 남편에게 가 있었고 첫째인 딸 위니(Winnie)를 유모에게 맡기기로 했다. 엄마와 떨어져서 유모와 보조원들 밑에서 자란 경험은 볼비 6남매의 삶에 공통적으로 영향을 주었다.
볼비가 어머니를 만날 수 있는 시간은 매일 티타임 후 한 시간이 고작인 게 보통이었다. 어머니 메리는 여름동안 더 많은 시간을 낼 수 있었음에도 그러지 않았다. 같은 계층의 여느 엄마들처럼, 메리 역시 아이들 양육과 애정에 관심을 기울이는 것은 아이들을 망치는 것이라고 생각하였다. 유년 시절 내내 유모가 있었다는 것은 볼비에게 다행이었다. 볼비가 4살일 때, 자신을 길러주던 보조원 미니가 집을 떠났다. 이후에 볼비는 이 사건이 어머니를 잃은 비극으로 느껴졌다고 기술하였다. 미니가 떠난 이후, 볼비 6남매는 매정하고 쌀쌀맞은 유모 프랜드 손에 길러졌다.
1차대전 중, 아버지 안토니가 군복무를 하면서, 1년에 1-2번만 집에 올 수 있었으며 자녀들과 거의 접촉하지 않았다. 어머니 메리는 안토니로부터 편지를 받았지만 아이들에게 알리지 않았다.
7세 무렵, 볼비는 기숙학교에 보내졌다. 당시 같은 계층 소년들에게 있어 이는 흔한 일이었다. 볼비의 부모는 볼비와 형 토니(Tony)를 사립초등학교(preparatory school)에 보내어서 폭격으로부터 지키려고 하였다. 『Separation: Anxiety and Anger』(1973)에서 볼비는 이때가 엄청 끔찍했던 때라고 기술하였다. "7살 당시, 나는 개 한마리도 기숙학교에 보낼 수 없었다."고 진술하였다. 그렇지만 그 이전에 볼비는 기숙학교가 8세 이상 아동에게 적합하다고 밝히기도 했다. 1951년 그는 다음과 같이 썼다.
"만약 아이가 가정 환경에 적응하지 못하면, 일년 중 며칠간은 아이에게 어려움을 주는 긴장으로부터 피해 있는 것이 유용할 것이며, 다른 방식으로 가정이 좋지 않다 해도 마찬가지이다. 기숙학교는 아이의 중요한 가정 유대를 지키는 것에 조금 약화된 형태로 이로우며, 오늘날 서구문화권 대부분에서의 평범한 사회 패턴 일부분을 형성하기에, 기숙학교에 가는 아이는 다른 아이들과 다르다고 느끼지 않을 것이다. 무엇보다도 일년 중 며칠간은 부모를 해방시켜줌으로써, 아이가 기숙학교에 가 있는 기간동안 부모는 아이에 대한 호의적인 태도를 발달시킬 수 있다."
이외에, 볼비는 어린 시절 자신이 좋아하는 대부가 사망하는 사건을 겪으면서, 이후 분리(separation) 연구를 수행하는 계기가 되었다.
볼비는 1938년 4월 16일, 외과의사의 딸인 우르술라 롱스태프(Ursula Longstaff)와 결혼하였고, 4명의 자녀를 두었다. 이중 리차드 볼비 경(Sir Richard Bowlby)은 자신의 삼촌의 준남작(Baronet) 작위를 이어받았다.
볼비는 스코틀랜드 스카이섬(Isle of Skye)의 여름별장에서 사망했다.

## 경력

### 대학 시절
1977년 밀튼 스텐(Milton Stenn)과의 인터뷰에서, 볼비는 아버지의 외과의 경력을 좇아 자신의 경력을 시작했다고 말했다. 아버지는 런던의 유명 외과의이며 볼비는 캠브리지(Cambridge) 대학에서 의학을 전공하도록 아버지로부터 권유받았다. 이로 인해 볼비는
아버지의 제안을 받아들였지만, 해부학이나 자연과학에는 흥미를 보이지 않았다. 그러나 트리니티 컬리지(Trinity College)에서 볼비는 발달심리학(developmental psychology)에 관심을 보였고, 의대 3년차에 학업을 중지하였다. 볼비가 의학을 관둘 때 프리어리 게이츠(Priory Gates)라는 학교에서 가르칠 기회가 생겼다. 이곳에서 그는 부적응 아동들과 일하였다. 볼비가 이 학교에 간 이유에 대하여 총명한 직원 존 알포드(John Alford) 때문이라고 하였다. 볼비는 이곳에서 자신의 인생에 큰 영향을 주는 경험을 하였다. "이 일에 재밌었기에 일은 나에게 잘 맞았다. 그리고 그곳에 있었을 때, 내가 아는 모든 것을 배웠다. 내 인생에서 정말로 가장 가치 있는 6개월이었다. 분석학으로 지향할 만하였다." 그는 오늘날 문제들이 발달과정과 관련하여 이해하고 다뤄야 한다는 사실을 알게 되면서, 프리어리 게이츠에서의 경험이 연구 경력에 매우 중요한 영향을 끼쳤다고 덧붙였다.

### 정신분석가로의 길
캠브리지 트리니티 컬리지에서 볼비는 심리학과 사전임상과학을 연구하였다. 그리하여 뛰어난 지적 업적을 달성한 것에 대하여 수상하기도 했다. 캠브리지 이후, 22세에 런던의 유니버시티칼리지병원(University College Hospital in London)에 등록하기 전까지, 그는 부적응 아동과 비행 청소년과 함께 작업했다. 26세에, 볼비는 의사자격을 취득했다. 의대 재학 중에 볼비는 정신분석학연구원(Institute for Psychoanalysis)에 들어갔다. 의대 이후, 그는 모즐리병원(Maudsley Hospital)에서 성인정신의학을 수련하였다. 1936년 30세에 그는 정신분석가 자격을 취득하였다.

### 2차대전 시기 활동
2차대전 초기 6개월 동안 볼비는 런던 캐넌버리(Canonbury)에 있는 런던 아동 보호 클리닉(the London Child Guidance clinic)에서 내과의사로 일하였다. 이후 볼비는 왕립육군의무대(Royal Army Medical Corps) 소속 중령으로 참전하여, 심리학적 장교 선발 방식 연구를 지휘하였다. 이는 전시장교선발청(War Office Selection Boards) 설립으로 이어졌다. 또한 복무 중에 타비스톡 클리닉(Tavistock Clinic) 회원들과 접촉하기도 했다. 또한 볼비는 1940년 5,6월 동안 긴급구조대(Emergency Medical Services)에서 일했으며, 이곳에서 전쟁신경증(war neurosis)을 다뤘다. 또한 캐넌버리 클리닉에서 치료한 아동들은 런던대폭격으로 인하여 캠브리지에 있는 아동보호클리닉으로 대피하였다. 볼비는 이때 런던과 캠브리지를 왕복하면서 사적으로 환자를 돌봤다고 한다. 이 경험에서 볼비는 부모와 유모로부터 떨어져서 런던에서 캠브리지로 대피해 온 아동들과 작업할 수 있었다. 이로 인해 볼비가 전쟁 이전부터 관심을 가져온 분리에 대한 연구를 진행할 수 있었다.

### 비행청소년 연구: 『44명의 청소년 도둑』
전쟁 발발 이후 첫 겨울, 볼비는 『44명의 청소년 도둑(Forty-four Juvenile Thieves)』을 출판하였다. 2차대전이 터짐과 동시에 저술을 시작했으나 전쟁이 다 끝나가는 1944년에서야 출판할 수 있었다. 책은 1946년 재판하였다. 볼비는 캐넌버리 클리닉에서 만난 아동들을 연구했으며, 아동 행동과 가정사에 관한 사례연구에 기반한 연구 프로젝트를 발전시켰다. 볼비는 절도 경험이 있는 캐넌버리 출신 비행청소년 44명을 조사하였다. 이들은 대조군으로서 절도 전과가 없는 캐넌버리 출신 청소년들 44명과 비교검토되었다. 그 결과 볼비는 절도 경험 있는 청소년 44명을 정상(normal), 우울(depressed), 동료(circular), 앙양자(hyperthymic), 애정결핍(affectionless), 조현병(schizoid)의 여섯 가지 성격유형으로 분류하였다.
이 연구에서 볼비의 주요 발견 사항은, 44명 중에 17명의 아이들이 5세 이전에 6개월 이상 장기간동안 주요양육자로부터 분리된 경험이 있었다는 것이다. 절도 경험이 없는 대조군 44명 중 단 2명만이 17명과 같은 5세 전 장기간 분리 경험이 있었다. 특히 애착결핍으로 분류된 14명 중에 12명이 5세 이전 장기간 분리를 경험했음을 발견하였다. 이 중요한 발견은 건강한 아동발달에 있어 초기 환경 경험(early environmental experiences)이 주는 영향에 대한 관심을 이끌어냈다.

### 전후 활동: 전쟁과 아동 분리, 애착
종전 후, 볼비는 타비스톡 클리닉의 부원장이 되었다. 1950년부터는 세계보건기구(WHO)의 정신건강고문위원(Mental Health Consultant)을 맡기도 했다. 부적응 아동과 비행청소년에 대한 연구 경험으로 인해, 볼비는 아동발달에 관심을 기울였고, 이슬링턴(Islington)에 있는 런던아동보호클리닉으로 돌아갔다. 그의 관심은 전쟁 기간 동안 어린 아이들이 가족 등 친한 사람으로부터 분리되는 것 등의 사건에서 비롯된 것으로 보인다. 이는 킨더트랜스포트 협의(Kindertransport arrangements, 나치 독일이 유대인 탄압에 돌입하자 독일 내 유대인 부모들이 자녀들의 해외 피난을 모색하였고, 이에 영국 내 유대인들이 자신들의 후견인 보증을 조건으로 유대인 아동의 입국을 영국정부에 요청하였고, 영국 의회는 17세 이하 아동들의 입국을 허용함, 이 결과 1938-1940년까지 1만여명의 유대인 아동이 영국으로 탈출하였음)에 따라 구조된 유대인 아동들, 나치 독일의 런던대공습을 피하여 런던을 탈출한 아동들, 엄마들의 전쟁물자 생산에 동원되어서 집단 보육에 맡겨진 아동들 등의 사례를 포함하고 있다. 정신의학 연구자오서 발 담글 때부터 볼비는 분리 문제에 관심이 많았으며, 전쟁 시기에는 안나 프로이트(Anna Freud)와 도로시 벌링험(Dorothy Burlingham)의 피난민 연구, 르네 스피츠(René Spitz)의 고아 연구에 관심을 보였다. 1950년대 말, 볼비는 탄생 이후 인간의 발달에 있어 애착(attachment)이 갖는 중요성을 강조한 실측적 이론적 연구를 축적하였다.
볼비는 건강한 발달과 병리적 발달(pathological development) 모두에 관련된 가정 내 상호활동 패턴을 구명하는 것에도 관심을 보였다. 볼비는 애착결핍 문제가 세대에서 세대로 전달되는 과정에 주목했다. 애착이론(attachment theory)을 잘달시켜 가는 과정에서, 볼비는 애착행동(attachment behavior)이 아동을 포식자로부터 보호하는 진화적 생존 전략(evolutionary survival strategy)이라고 주장하였다. 볼비의 학생인 메리 애인스워스(Mary Ainsworth)는 볼비의 주장을 확장하였고, 애착유형(attachment style)에는 몇 가지가 있다는 주장을 처음으로 제시하였다.

### 연구에 끼친 영향들
이후 볼비의 연구활동과 애착이론 발전 과정에 있어 중요한 경험으로는 다음 여섯 가지가 있다.
1. 프리어리 게이츠 학교에서의 강의를 통해 부적응 아동과 비행청소년들과 함께 연구 작업을 수행하였다.
2. 전쟁으로 가족으로부터 떨어져 피난하게 된 아동들과의 연구 수행은 『44명의 청소년 도둑』 집필로 이어졌다.
3. 제자 메리 애인스워스의 '낯선 상황(Strange Situation)'이라는 구조화된 관찰 기법, 애착유형 모델 개발, '안전 기지(secure base)' 개념 등의 연구가 볼비에게도 영향을 주었다.
4. 제임스 로버트슨(James Robertson)은 1952년 어린이들의 짧은 분리 경험에 관한 다큐멘터리 'A Two-Year Old Goes to Hospital'을 만들었다. 이 다큐는 주 양육자로부터 분리된 아동들이 경험한 상실과 고통의 충격을 담아냈으며, 부모 대동 하에 아동들이 병원을 방문할 수 있다는 규제를 바꾸자는 캠페인에서도 활용되었다. 1952년 다큐가 영국정신분석학협회(British Psychoanalytical Society)에서 소개되었지만, 정신분석가들은 아이들이 분리에 대하여 슬퍼하는 것이 아니라 무의식적 환상(unconscious fantasy)에 의한 고통이라고 하였다. 왜냐하면 다큐 안에서 엄마가 임신하였기 때문이다.
5. 멜라니 클라인(Melanie Klein)과의 정신분석 훈련 과정. 클라인은 볼비의 감독이었으나, 이 둘은 3세 아동 치료에 있어 엄마의 역할에 대하여 다른 견해를 보였다. 클라인은 엄마에 대한 아이의 환상을 중요시했으나 볼비는 실제 관계 내력을 강조하였다. 볼비는 무의식적 환상이 아닌 아이와 실생활의 사건에 아이가 반응한다고 했으나 정신분석가들은 이 주장을 거부하였고, 이로 인해 볼비는 실제 정신분석학계에서 소외되었다. 이후 볼비는 자신의 관점이 클라인학파와는 이질적이었다고 진술했다. 또한 볼비는 1977년 밀튼 스텐과의 인터뷰에서 정신분석학계는 당시 우세한 무의식적 환상 이론과는 다른 자신의 발달이론(developmental theories)을 받아들이지 않았다고 진술했다. 또한 볼비는 "당시 열정을 가지고 이를 따르는 그룹이 있었고 다른 그룹은 미온적이었으며 다른 그룹은 적대적인 등 각 전문가들마다 다르게 반응하였다. 사회복지사들은 열의를 보였다. 정신분석가들은 신중을 기하였고 호기심을 보였지만 나에겐 그야말로 짜증났었다. 소아과의사들은 처음엔 반대했지만 나중에는 대부분 지지해주었다. 성인 정신의학자들은 아예 관심이 없었고 무시했었다. 관심이 아예 없었다."라고 말했다.
6. 소아과의사이자 아동정신분석가인 도널드 위니컷(Donald Winnicott)은 볼비의 연구와 경력에 중대한 영향을 주었다. 볼비와 위니컷은 유년초기 사회관계의 중요성을 처음 강조하였다는 등의 점에서 유사점이 있다. 또한 이 둘은 사람은 누구나 태어나면서부터 사회적 상호활동(social interaction)에 민감하게 반응하며 건강한 발달을 위하여 이러한 상호활동을 필요로 하는 소인(predisposition)이 있다고 주장하였다.
그러나 볼비는 아동의 환경이 어떻게 내면화하여 아동 발달에 영향을 주는지에 관심을 보인 반면, 위니컷은 어떻게 아동의 내면세계가 작동하고, 이를 통해 외부 사건이 어떻게 내면세계에 영향을 끼치는지에 관심을 보였다. 비록 이들은 연구 접근 방식에서 차이를 보였지만, 볼비는 세계보건기구에서의 연구가가 아동복지 정책에 영향을 주었지만 위니컷의 도움 없인 불가했다고 말하기도 했다. 위니컷은 볼비에 비하여 좀더 임상분야에서 활동을 하였기에, 볼비는 정책 변경에 관하여 일하면서 사회복지종사자들에게 영향을 주기도 했다. 볼비는 위니컷이 자신의 연구를 정책으로 바꿀 수 있는 중요한 인물이었다고 말하였다.

## 모성박탈
1949년, 비행청소년과 애정결핍 아동들에 대한 연구, 그리고 병원 및 시설에서의 아동 보호 효과에 관한 연구로 인하여, 볼비는 전후 유럽의 전쟁 고아들의 정신 건강에 관한 세계보건기구(WHO) 보고서 작성을 위임받았다. 그 결과 1951년 『모성 양육과 정신건강(Maternal Care and Mental Health)』이라는 서적이 나왔다.
볼비는 유럽과 미국에 걸쳐 있는 제한된 경험 증거들을 모았다. 이를 통해 볼비가 내린 결론으로는, 영아와 어린 아이들은 따뜻하고 친밀하며 지속적인 엄마 혹은 엄마를 대체하여 오래 있어줄 수 있는 사람과의 관계를 경험하여, 엄마와 아이 모두가 만족과 기쁨을 맛봐야 하며, 그렇게 하지 않을 경우 아이에게 정신 건강에 있어 불가역적이고 유의미한 영향을 주게 된다는 것이었다. 이 두 주장은 논쟁의 여지가 있으면서도 동시에 관련 분야 연구에 지대한 영향을 주었다. 이 보고서는 영아와 아동에 대한 시설 보호(institutional care) 실시 현황과 부모 대동 하의 영아 및 아동의 병원 방문에 관한 정책에서의 변화를 가져다 주었다.
이론적 배경은 여러 논쟁을 불러왔다. 볼비는 영아의 내면적 삶(internal life)이 실제 사건들이 아닌 환상에 따라 좌우된다는 정신분석학 이론들과 절연하였다. 일부에선, 사람으로서 정상적으로 기능하기(function) 위해 엄마 혹은 그에 상응하는 존재의 사랑이 필요하며 아이와의 지속적인 관계 형성은 부모의 양육에서 중요한 부분이라는 볼비의 주장에 반대하였다. 또한 일부에선, 볼비의 가설이 어느 정도까지 증거를 통하여 증명될 수 있는지 의문을 제기하였다. 또한 최초 애착 대상(primary attachment figure)이 아예 없었다는 의미의 '모성 결핍(maternal privation)'과 최초 애착 대상이 중간에 상실되었다는 의미의 '모성 박탈(maternal deprivation)'의 효과에 대한 혼동, 특히 최초 애착 대상 결핍의 효과와, 시설 내 아동에게 영향을 주는 박탈과 자극부족(understimulation)이라는 형태를 구분하지 못했다는 점에서 비판을 받았다.
논문은 어머니와 아동의 분리는 어떤 것이라도 해롭다고 주장하며, 귀환 장병들의 고용에 고심하고 있던 정부가 여성들의 취업과 아이를 주간보호(daycare)에 맡기는 것을 저해하려는 정치적 목적에서도 활용되었다.
1962년 세계보건기구는 『모성 양육의 박탈 : 그 효과에 대한 재평가(Deprivation of maternal care: A Reassessment of its Effects)』를 출판하였다. 제자 메리 애인스워스는 볼비의 승인 하에 이 보고서를 출간하는데 일익하였다. 보고에서는 최근 연구와 진전에 대하여 소개하고 오해에 대하여 다루고 있다. 또한 보고서는 부성 박탈(paternal deprivation) 효과에 관한 증거가 부족했던 점을 보완하고자 하였다.
러터(Rutter)에 따르면, 모성 박탈에 관한 볼비의 첫 저작의 중요성은 아동의 대인관계 경험은 정신발달에 있어 매우 중요하다는 주장에 있다.

## 애착이론
1988년 『안전기지(A Secure Base)』에서 볼비는 『모성 양육과 정신건강(Maternal Care and Mental Health)』 출간 당시 데이터가 어떠한 이론에도 적용되지 않았는데, 이는 당시 세계보건기구에 재직중인 상태여서 새로운 이론을 개발할 수 없었다고 진술하였다. 뒤를 이어 볼비는 애착이론(attachment theory)을 개발하였다고 진술하였다. 기존의 이론들에 불만족스러웠기에, 볼비는 진화생물학, 동태학(ethology), 발달심리학, 인지과학, 제어체계이론(control system theory) 등으로부터 새로운 이해를 얻으려 했고, 영아 시기 유대가 기반이 되는 기제들(mechanisms)은 진화 압력(evolutionary pressure)의 결과물로서 나타났다는 혁신적인 명제를 공식화하는데 이를 활용하였다. 볼비는 동기와 행동 제어에 있어 새로운 이론을 개발해야 함을 깨닫고 프로이트(S.Freud)가 옹호한 정신 에너지 모델(psychic energy model)과 같은 철지난 이론보다는 최신 과학 성과를 기반으로 한 것이다. 볼비는 『모성 양육과 정신건강』에서 드러난 데이터의 결함과 원인과 결과를 이어주는 이론이 없다는 약점을 1969년 출간한 『애착과 상실(Attachment and Loss)』에서 보완하였다.

## 동물행동학과 진화학 개념 도입
1950년대부터 볼비는 니코 틴베르겐(Niko Tinbergen), 콘라드 로렌츠(Konrad Lorenz), 로버트 힌데(Robert Hinde)와 같은 유럽의 동물행동학자(ethologist)와 접촉하였다. 볼비는 거위새끼들이 태어나면서 처음 본 살아있는 물체에 각인된다는 로렌츠의 연구에 감명받았다. 볼비는 진화생물학자 줄리안 헉슬리(Julian Huxley)의 영향을 받았는데, 헉슬리는 볼비에게 틴베르겐의 『본능에 관한 연구(The Study of Instinct)』를 소개시켜 주었고, 볼비는 자신의 정신분석학 연구에 도움을 줄 동물행동학을 깊이 연구하였다. 정신분석학을 다시 쓰기 위하여 볼비는 헉슬리의 지침에 따라, 탄탄한 이론을 기반으로 한 동물행동학 분야에 주목하고 관심을 가졌다. 볼비는 정신분석학에서는 사용하지 않는 동물행동학적 연구방법에 감명받았다. 광범위한 자료를 접하면서, 볼비는 구체적이고 실증적인 데이터를 통하여 동물행동학자들이 이론적 사상을 뒷받침한다는 것을 알게 되었다.
이를 통해 볼비는 인간애착행동(human attachment behavior)이라는 새로운 설명적 가설을 개발하였다. 특히 동물행동학적 증거를 기반으로 하여, 볼비는 194,50년대 정신분석학에서 보편적으로 수용되고 있던 애착의 찬장이론(Cupboard Lve theory of attachment)과 학습이론(learninng theory)에 반대하였다. 또한 볼비는 환경적으로 안정적인 혹은 불안한 인간행동 개념을 소개했다. 이는 인간 애착의 종특이성 성향(species-specific bias)과 종유전성 성향(species-genetic bias)이라는 이론, 특정한 양육 보금자리(childrearing niche)에 적응하기 위하여 취하는 환경적으로 불안정한 전략으로서 애착 안정(attachment security)에서 개인차가 발생한다는 개념, 이 두 가지를 결합하는 파격을 선보인다. 양육자-아이 관계의 본질과 기능에 관한 볼비의 발상은 동물행동학 연구에 영향을 주었고, 틴베르겐, 힌데, 해리 할로우(Harry Harlow) 등의 동물행동학 학생들에게도 영향을 주었다.
할로우의 제자 스티븐 수오미(Stephen Suomi)는 볼비의 이론이 동물행동학애 공헌하였다고 말하였다. 일례로, 붉은털원숭이나 기타 원숭이 혹은 영장류 연구에 볼비의 애착연구를 할로우가 도입하였다는 것이다. 또한, 볼비의 영향으로 동물 연구자들이 동물의 분리 경험을 연구하게 되었다는 점, 각각의 애착유형으로부터 장기간에 걸쳐 초래되는 결과들에 관한 지식을 동물행동학(할로우 연구에서의 붉은털원숭이 사례)에 도입시켰다는 점을 들었다. 수오미는 볼비는 겉으로는 정신분석학자이지만 마음속으로는 진정한 동물행동학자라고 하였다.
이외에도, 반 더 호르스트(Van der Horst), 반 더 베르(Vn der Veer), 반 에이젠도른(Van IJzendoorn)은 다음과 같이 기술하였다.
"볼비는 힌데가 영장류의 애착과 분리라는 기존의 틀을 깨는 연구를 시행하는데 자극을 주었고, 인간의 발달과정에 관한 진화적 발상이 중요하다는 점을 강조하였다. 이 발상은 여러 학문이 결합된 진화심리학(evolutionary psychology)의 기초를 마련한다. 동물행동학과 애착이론의 만남은 말그대로 학문 융합이었던 것이다."

## 『애착과 상실』 3부작
1969년, 1972년, 1980년 『애착과 상실(Attachment and Loss)』 3부작 출판전까지 애착이론의 핵심 원리는 동물행동학과 진화심리학의 기반에서 세워졌으며, 영국정신분석학협회에서 발표한 세 논문 "아이와 엄마의 유대의 본질(The Nature of the Child's Tie to His Mother)" (1958), "분리불안(Separation Anxiety)" (1959), "영아 및 유아시기 슬픔과 애도(Grief and Mourning in Infancy and Early Childhood)" (1960)를 통해 드러냈다. 볼비는 애착에 대한 정신분석학적 설명을에 반대하였고, 정신분석학자들 역시 볼비의 이론을 거절하였다. 거의 동시에, 메리 애인스워스는 볼비의 마음에 관한 동물행동학적 이론과 함께, 우간다(Uganda)에서의 영아 애착 본질에 관한 실측연구를 완료해 가고 있었다. 애인스워스가 가져온 결과물과 다른 연구들은 『애착과 상실』 3부작 중 첫번째 작품 『애착(Attachment)』(1969)에 담긴 애착이론의 기반으로 이어지는데 크게 공헌했다. 계속해서 1972년 두번째 작품 『분리 : 불안과 분노(Separation: Anxiety and Anger)』, 1980년 세번째 작품 『상실 : 슬픔과 우울(Loss: Sadness and Depression)』이 출간되었다. 『애착』은 1982년에 최근 연구를 통합하여 재판되었다.
애착이론에 의하면, 영아의 애착은 괴로움이나 경고가 감지된 상황에서 생존을 위하여 애착대상(attachment figure)으로 판별된 사람에 대한 접근대상탐색(proximity seeking)을 하는 과정이다. 영아는 자신과의 사회적 상호관계(social interactions)에 민감하게 반응을 잘 하는, 그리고 생후 6개월에서 2년 사이에 몇 달간 지속적인 양육자가 된 성인에게 애착하게 된다. 부모의 반응은 이후의 대인관계에서의 감정, 생각, 기대를 유도할 내적작동모델(internal working model)을 형성하는데 기반이 되는 애착 유형 발달로 이어진다. 특히 볼비는 애착에 관한 세 시리즈(1973, 1980, 1982)에서 모든 인간은 자아에 대한 내적작동모델과 타자에 대한 내적작동모델을 개발한다고 하였다. 자아모델(self-model)과 타자모델(other-model)은 최초 양육자와의 초기 경험에서 형성되고, 앞으로 있을 타자와의 대인관계와 대인관계 내에서의 상호작용에 대한 기대감을 형성한다. 자아모델은 개인이 자신을 어떻게 보는지를 결정하며, 자신감, 자존감, 의존성에 영향을 준다. 타자모델은 개인이 타자를 어떻게 보는지를 결정하며, 회피나 접근 지향, 고독, 고립, 사회적 상호작용에 영향을 준다. 볼비 이론에서, 영아는 성인 양육자와의 안정된 관계를 만들고자 하는 욕구를 가지고 있으며, 이 관계가 없이는 사회성 및 정서 발달은 정상적으로 이뤄지지 않을 것이다. 아이가 걷기 시작하면 탐색(explore)의 출발점이 되는 안전 기지(secure base)로서 애착대상을 이용할 것이다. 메리 애인스워스는 애착유형을 발전시키고 구분할 '낯선상황(strange situation)'이라는 연구도구를 개발하기 위하여, '낯선사람 경계(stranger wariness)'와 '재결합 행동(reunion behavior)'에 더하여 이런 개념을 이용하였다. 영아는 자신과 사회적 상호작용에 민감하고 반응을 잘 해주며 꾸준히 있어주는 양육자와는 누구라도 애착을 형성하기에, 애착과정에 있어 젠더특이성(gender specific)은 없다. 사회참여에 있어 이를 위해 소비된 시간의 양보다는 질이 보다 영향력 있다.

## 다윈의 전기
볼비의 마지막 저서는 사후 출간된 찰스 다윈(Charles Darwin)의 전기이다. 다윈의 미스터리한 질병과 질병의 심인성(psychosomatic) 여부에 대하여 다뤘다. 여기에서 볼비는 다음과 같이 기술하였다.
"가족구성원 간에 존재하는 현재의 관계를 완벽하게 이해하기 위해서는, 가족관계 유형이 진화해온 방식을 검토하는 것이 이해를 돕는데 있어 유용하다. 그것은 이전 세대, 재난, 그리고 그들의 삶과 가족 상호작용 유형에 영향을 준 사건들에 대한 연구로 이어졌다. 다윈이 성장한 가족의 사례에서, 이 연구가 충분히 보상을 주었다고 생각한다. 이런 이유만으로, 다윈의 조부 세대에서 시작할 필요가 있다."
이는 볼비의 모든 커리어가 아동의 초기 환경 경험에 초점을 맞추고 있다는 것을 보여준다. 볼비는 정신 질환은 물론 찰스 다윈을 이해하는 것에서도 어린 시절 환경의 중요성이 가장 중요하다고 생각했던 것이다.

## 볼비의 업적
비판이 있긴 하지만, 볼비의 애착이론은 초기 사회성 발달 이해에 있어 중요한 접근법이 되었고, 이로 인해 아이와의 친밀한 관계 형성에 대한 실험연구가 급증하게 되었다. 현재에도 계속해서 만들어지고 있고 연구목적으로 이용되고 있으면서, 볼비의 애착이론은 다음의 중요한 원리들을 강조한다.

1. 생후 6-30개월 사이 아이들은, 특히 양육자가 아이와의 의사소통에 민감하게 잘 반응할 경우, 친밀한 양육자와의 정서적 애착을 형성할 가능성이 높다.

2. 어린 아이의 정서적 애착은 행동으로 모습을 보인다. 이는 특정한 친숙한 사람들에 대한 선호, 고통을 느낄 때 이런 친숙한 사람들에게 접근하는 경향, 주위 환경 탐색의 출발점이 되는 안전 기지로서 친숙한 성인을 사용하는 능력에서 엿보인다.

3. 아이의 정서적 애착 형성은 이후의 정서발달과 인격발달의 기반이 된다. 또한 걷기 시작할 무렵의 아이가 친숙한 성인에게 보여주는 행동유형은 이후 삶에서 보여줄 사회적 행동(social behavior)과 다소의 연속성을 보인다.

4. 걷기 시작할 무렵 아이가 친숙한 사람들과 갑작스럽게 헤어지거나, 상호작용에 대하여 양육자가 민감하거나 반응하지도 않고 지속적이지도 않게 행동하는 등, 애착에 지장을 주는 사건들은 아이의 정서적 인지적 측면에 있어 단기적 혹은 장기적으로 부정적인 영향을 준다.
이외에도, 키르기스스탄의 한 산 이름은 볼비이다.

## 같이 보기
- 낯선 상황
- 메리 에인스워스
- 애착
- 애착이론
- 반응성 애착 장애